# Caulophacus cyanae
Caulophacus cyanae är en svampdjursart som beskrevs av Boury-Esnault och De Vos 1988. Caulophacus cyanae ingår i släktet Caulophacus och familjen Rossellidae. Inga underarter finns listade i Catalogue of Life.